# Epicauta terminata
Epicauta terminata är en skalbaggsart som först beskrevs av Dugès 1870.  Epicauta terminata ingår i släktet Epicauta och familjen oljebaggar. Inga underarter finns listade i Catalogue of Life.